# Peter Rehar
Peter Rehar, slovenski slikar, * 27. marec 1956, Kobjeglava.
Osnovno šolo je obiskoval v Štanjelu in Dutovljah (1962-1970) ter poklicno trgovsko šolo v Novi Gorici (1970-1973). Leta 1977 se je vpisal na Akademijo lepih umetnosti v Benetkah, kjer je diplomiral pri prof. Emiliu Vedovi. Slikarsko specialko je 1981 vpisal na Akademiji za likovno umetnost in oblikovanje v Ljubljani pri prof. Andreju Jemcu, a ni diplomiral. 
Sprva je sodeloval na skupinskih študentskih razstavah v Benetkah in Ljubljani. Leta 1983 se je pridružil novoustanovljenemu Društvu za vizualne medije Praska v Novi Gorici in s člani razstavljal v Solkanu, Idriji, Gorici in Novi Gorici. Na samostojnih razstavah, ki so po letu 1983 sledile, se je Rehar potrdil v globoko občuteni in doživeti risbi. V njegovih delih je čutiti vplive v tem času močno prisotne »nove dobe«, katerim pa je znal podati osebni pogled. 